# 陳氏黏盲鳗
陈氏准盲鳗（学名：Paramyxine cheni）为盲鳗科准盲鳗属的鱼类。分布于台湾岛等。屬於台灣特有種，為食用性魚類。目前發現最大體長可達37.7公分。在台灣海域中分佈於南部、西南部海域。

## 棲息環境
深海、砂泥底、近海沿岸。棲息深度約100至200公尺。

#### 棲所生態
棲息於近海泥沙底。活動力較弱，主要以死魚或其它無脊椎動物的屍體為食。捕獲時，全身會分泌許多黏液並捲成一團，藉以爭扎以利脫困。

##### 地理分佈
目前僅知分布於臺灣的西南與東北部深海水域。

## 形態特徵
體延長呈圓柱狀，體後方側扁。眼退化為皮膚所覆蓋。無上下頜。口腔外緣具四對鬚；口腔外側左右各有兩列齒，其內列齒之2-3顆齒之基部愈合，齒列式10+3/3+10。鰓孔每側5個，彼此間距小，呈縱線排列，左側最後一個大於其餘鰓孔。體側各有一列黏液孔，可依位置區分為鰓前區、鰓區、鰓肛區及肛後區等四區，本種魚之鰓區不具黏液孔，故黏液孔數分別為26+0+(45-47)+(7-8)，總數為78-81。無鱗。肛門位於體後端。無背、臀、胸及腹鰭，僅有尾鰭。體色呈淡褐色。本種為1975年由沈世傑教授等發表於臺灣的新魚種。Paramyxine cheni為其同種異名。

## 漁業利用
要為底拖網捕獲。棲息地較深，故較為罕見。